# Salome (opera)
Salome – opera z muzyką Richarda Straussa i librettem kompozytora, według dramatu Oscara Wilde’a.

## Osoby
- Salome – sopran
- Herod – tenor
- Herodiada – alt, mezzosopran lub sopran
- Jokanaan (Jan) – baryton
- Narraboth – tenor
- Paź Herodiady – alt (partia travesti)
- Nazarejczycy – tenor, bas
- Żydzi – 4 tenory, bas
- Żołnierze – 2 basy
- Przybysz z Kapadocji – bas
- Niewolnik – sopran (partia travesti)

## Historia utworu
Salome została skomponowana w latach 1903-1905 i wystawiona po raz pierwszy w drezdeńskiej Semperoper 9 grudnia 1905 r. Opera odniosła wielki sukces u publiczności mimo fatalnego przyjęcia przez krytykę. W 1906 r. Salome wystawiono m.in. w Grazu, Kolonii, Berlinie, Turynie i w mediolańskiej La Scali, gdzie premierę prowadził Arturo Toscanini. W 1907 r. grano Salome na kolejnych kilkudziesięciu scenach, w tym w Warszawie; Strauss opracował także francuską wersję opery (do oryginalnego tekstu dramatu Wilde’a), którą wystawiono w Brukseli. W Metropolitan Opera operę wystawiono również w 1907 r., lecz – mimo protestów publiczności – zdjęto ją z afisza po premierze z przyczyn obyczajowych. Premiery w Wiedniu i Londynie odbyły się dopiero w 1910 r. Wystawieniu Salome wszędzie towarzyszyła atmosfera skandalu i ogromne zainteresowanie publiczności. Opera nadal jest jedną z najczęściej wystawianych na scenach całego świata.
Partię tytułową w Salome kreowały największe śpiewaczki XX w. W prapremierze wystąpiła Marie Wittich, w kolejnych inscenizacjach m.in. Emmy Destinn (Berlin), Salomea Kruszelnicka (La Scala), Ljuba Welitsch (Metropolitan Opera i londyńska Covent Garden, 1949), Maria Jeritza, Montserrat Caballé, Mary Garden, Maria Cebotari, Inge Borkh, Christel Goltz, Astrid Varnay, Leonie Rysanek, Birgit Nilsson, Anja Silja, Hildegard Behrens, Grace Bumbry, Gwyneth Jones, Jessye Norman, Catherine Malfitano, Maria Ewing. Partię Narrabotha śpiewał na wielu scenach Wiesław Ochman.

## Taniec siedmiu zasłon
Jednym z najbardziej znanych fragmentów Salome jest – często wykonywany na estradzie jako samodzielny utwór – Taniec siedmiu zasłon. Salome tańczy go dla Heroda, uzyskawszy od niego zapewnienie, że w zamian za to dostanie czegokolwiek sobie będzie życzyła. W tańcu (wykonywanym na scenie przez tancerkę dublującą śpiewaczkę lub przez wykonawczynię partii tytułowej) Salome zrzuca z siebie kolejne zasłony, doprowadzając Heroda do ekstazy, a w nagrodę żąda głowy św. Jana. To m.in. ten fragment opery był przyczyną skandali i ingerencji cenzury. Śpiewająca partię tytułową w prapremierowej obsadzie Marie Wittich odmówiła wykonania tańca, powołując się na przyczyny moralne.